# 米凯莱·尼杰莱尔
米凯莱·尼杰莱尔（義大利語：Michele Niggeler，1992年3月10日—），瑞士男子击剑运动员，2017年世界锦标赛男子重剑团体银牌得主、2018年世界锦标赛男子重剑团体金牌得主、2019年世界锦标赛男子重剑团体铜牌得主。